# Unknown (드라마)
《unknown》(언노운)는 2023년 4월부터 TV 아사히 계열 「화요9시 연속드라마」로 방송 예정인 TV드라마이다. 주연은 타카하타 미츠키와 다나카 케이 더블 주연.
2018년 4월기에 방송된 《아재's 러브》 제작진이 의기투합하여 제작하는 드라마이다.

## 개요
사랑을 맹세한 잡지 기자와 경찰관 커플의 주변에서 벌어지는 연속엽기살인사건의 비밀을 둘러 싸고 벌어지는 서스펜스 드라마

## 출연진

### 주요인물
야마하다 코코로(闇原こころ)
배우 - 타카하타 미츠키
잡지사 『주간열파』의 에이스 기자. 흡혈귀.
아사다 토라마츠(朝田虎松)
배우 - 다나카 케이
파출소 근무의 경찰관

## 스태프
- 극본 - 토쿠오 코지
- 음악 - 코우노 신
- 연출 - 루토 토이치로, 카나이 코우
- 책임 프로듀서 - 오헤 타츠키(TV 아사히)
- 프로듀서 - 키지마 사리(TV 아사히), 오카 미츠루(애즈버드)
- 제작협력 - 애즈버드
- 제작 - TV 아사히

## 방송 일정
| 화                                        | 방송일          | 원제 | 번역 | 시청률 |
| ----------------------------------------- | --------------- | ---- | ---- | ------ |
| 1화                                       | 2023년 4월 예정 |      |      |        |
|                                           |                 |      |      |        |
|                                           |                 |      |      |        |
|                                           |                 |      |      |        |
|                                           |                 |      |      |        |
|                                           |                 |      |      |        |
|                                           |                 |      |      |        |
| (시청률은 간토 지방·비디오 리서치사 조사) |                 |      |      |        |